# Europameisterschaften im Bogenschießen 1972
Die 3. Europameisterschaften im Bogenschießen wurden vom 22. bis 23. Juli 1972 in Walferdingen, Luxemburg ausgetragen.

## Ergebnisse
Es wurden nur Medaillen in Disziplinen mit dem Recurvebogen vergeben.
| Disziplin         | Gold                                                            | Silber                                              | Bronze                                                             |
| ----------------- | --------------------------------------------------------------- | --------------------------------------------------- | ------------------------------------------------------------------ |
| Männer Einzel     | Gunnar Jervill                                                  | Arne Jacobsen                                       | Olavi Laurila                                                      |
| Frauen Einzel     | Ketewan Lossaberidse                                            | Alla Pijenowa                                       | Anna-Lisa Berglund                                                 |
| Männer Mannschaft | Schweden Gunnar Jervill Olle Boström Rolf Svensson              | Finnland Olavi Laurila Jukka Inkeri Jorma Sandelin  | Schweiz Jacob Wolfensberger Manfred Schönberg Jean-Pierre Héritier |
| Frauen Mannschaft | Sowjetunion Ketewan Lossaberidse Alla Pijenowa Emma Gaptschenko | Polen Maria Mączyńska Maria Palczak Bogumiła Bielas | Schweden Anna-Lisa Berglund Maj-Britt Johansson Irma Danielsson    |

## Medaillenspiegel
| Platz  | Land        | Gold | Silber | Bronze | Gesamt |
| ------ | ----------- | ---- | ------ | ------ | ------ |
| 1      | Sowjetunion | 2    | 1      | –      | 3      |
| 2      | Schweden    | 2    | –      | 2      | 4      |
| 3      | Finnland    | –    | 1      | 1      | 2      |
| 4      | Dänemark    | –    | 1      | –      | 1      |
| 4      | Polen       | –    | 1      | –      | 1      |
| 6      | Schweiz     | –    | –      | 1      | 1      |
| Gesamt | Gesamt      | 4    | 4      | 4      | 12     |